# Усть-Джигутинка
Усть-Джигутинка — хутор в Тихорецком районе Краснодарского края России. Входит в состав Юго-Северного сельского поселения.

## Население
| 2002 | 2010 |
| ---- | ---- |
| 76   | ↗81  |

## Улицы
- ул. Привольная,
- ул. Тюленина[4].